# Điện mặt trời Gio Thành
Điện mặt trời Gio Thành là cụm nhà máy điện mặt trời xây dựng trên vùng đất các xã Gio Thành và Gio Hải huyện Gio Linh tỉnh Quảng Trị .
Tổng dự án Điện mặt trời Gio Thành có công suất lắp máy 100 MWp, khởi công tháng 6/2019, dự kiến hoàn thành tháng 12/2019 .
Điện mặt trời Gio Thành 1 có công suất lắp máy 50 MWp, sản lượng điện hàng năm 63,58 triệu kWh, diện tích sử dụng khoảng 65 ha.
Điện mặt trời Gio Thành 2 có công suất lắp máy 50 MWp, sản lượng điện hàng năm 63,65 triệu kWh, diện tích sử dụng khoảng 60 ha.

## Công trình liên quan
Điện mặt trời LIG Quảng Trị 16°55′03″B 107°09′08″Đ / 16,917421°B 107,1523°Đ có công suất lắp máy 49,5 MW, khởi công tháng 8/2018, dự kiến hoàn thành tháng 6/2019, ở cùng các xã Gio Hải và Gio Thành huyện Gio Linh. Nhà máy có diện tích hoạt động 58,6 ha, điện năng sản xuất hàng năm dự kiến 67,63 triệu kWh, chủ đầu tư là Công ty cổ phần LICOGI 13 , khánh thành tháng 6/2019 .